# James M. Baker
James M. Baker (* 1942 in Fostoria, Ohio) ist ein US-amerikanischer Politiker der Demokratischen Partei. Vom 2. Januar 2001 bis zum 8. Januar 2013 amtierte er als der 54. Bürgermeister der Stadt Wilmington in Delaware.
Nach Beendigung der High School trat Baker der US Air Force bei, in der er bis 1966 diente. 1972 wurde er in den Stadtrat (Wilmington City Council) gewählt und ab 1984 war er schließlich der erste afroamerikanische Präsident des Stadtrats. Am 2. Januar 2001 wurde er als Bürgermeister vereidigt; er trat die Nachfolge von James Sills an. In seiner Amtszeit kam es zur Errichtung von Gedenkstätten für im Zweiten Weltkrieg sowie im Koreakrieg gefallenen Amerikanern und das Regierungsgebäude der Stadt bzw. des Countys wurde nach Louis L. Redding (1901–1998), einem prominenten Anwalt und Bürgerrechtsvertreter, umbenannt.
Im Jahr 2012 konnte Baker aufgrund einer Amtszeitbeschränkung nicht erneut kandidieren. Zu seinem Nachfolger wurde Dennis P. Williams gewählt. Kurz vor dem Ausscheiden aus seinem Amt wurde Baker von Delawares Gouverneur Jack Markell der Order of the First State, die höchste Auszeichnung des Staates, verliehen.
Baker ist der Autor einer zweibändigen Enzyklopädie über afro-amerikanische Musiker mit dem Titel The Genuine American Music.